# Elecciones al Parlamento Europeo de 2014 (Alemania)
Las elecciones al Parlamento Europeo de 2014 en Alemania se celebraron el domingo 25 de mayo de 2014. Tras la entrada en vigencia del Tratado de Lisboa, la distribución de escaños entre los diferentes Estados miembros de la Unión Europea se modificó, con lo que Alemania pasó a elegir 96, tres menos que la elección precedente.
La tasa de participación alcanzó el 48,1 %, lo que representó un aumento respecto a 2009 cuando fue de 43,3 %; sin embargo, tal resultado es significativamente inferior al 71,5 % de participación que tuvieron las elecciones generales alemanas de 2013.
Los resultados dejaron al bloque CDU/CSU con el 35,3 % y 34 escaños (29 para la Unión Demócrata Cristiana y 5 para Unión Social Cristiana de Baviera), seguido por el Partido Socialdemócrata de Alemania con el 27,3 % y 27 escaños, la Alianza 90/Los Verdes con el 10,7 % y 11 escaños, Die Linke con el 7,4 % y 7 escaños, Alternativa para Alemania con el 7,0 % y 7 escaños y el Partido Democrático Liberal con el 3,4 % y 3 escaños.
Cabe destacar que esta elección fue la primera realizada con la nueva ley electoral. El Tribunal Constitucional de Alemania abolió el umbral del 5% vigente hasta entonces (solo para elecciones europeas), por lo que en esta elección no hubo un umbral mínimo de votos para poder ganar representación parlamentaria. Esto permitió que muchos partidos minoritarios, como el Partido Nacionaldemócrata de Alemania o el Partido Pirata de Alemania, entre otros, pudieran beneficiarse y obtener un escaño.

## Sistema electoral
En 2011, el Tribunal Constitucional de Alemania declaró inconstitucional el umbral del 5% para elecciones europeas, bajando este umbral al 3%. Sin embargo, el Tribunal Constitucional dictaminó el 26 de febrero de 2014 que este umbral también era inconstitucional. Finalmente, se resolvió que no se fijaría un umbral mínimo para estas elecciones.

## Resultados
| Partido                                | Partido                                               | Partido Europeo       | Grupo Europeo         | Votos      | %      | +/–  | Escaños | +/–         |
| -------------------------------------- | ----------------------------------------------------- | --------------------- | --------------------- | ---------- | ------ | ---- | ------- | ----------- |
|                                        | Unión Demócrata Cristiana (CDU)                       | EPP                   | EPPG                  | 8.807.500  | 30,02% | 0,7  | 29/96   | 5           |
|                                        | Partido Socialdemócrata de Alemania (SPD)             | PES                   | S&D                   | 7.999.955  | 27,27% | 6,5  | 27/96   | 4           |
|                                        | Alianza 90/Los Verdes (GRÜNE)                         | EGP                   | G-EFA                 | 3.138.201  | 10,70% | 1,4  | 11/96   | 3           |
|                                        | Die Linke                                             | PEL                   | GUE/NGL               | 2.167.641  | 7,39%  | 0,1  | 7/96    | 1           |
|                                        | Alternativa para Alemania (AfD)                       |                       |                       | 2.065.162  | 7,04%  |      | 7/96    | 7           |
|                                        | Unión Social Cristiana de Baviera (CSU)               | EPP                   | EPPG                  | 1.567.258  | 5,34%  | 1,9  | 5/96    | 3           |
|                                        | Partido Democrático Liberal (FDP)                     | ALDEP                 | ALDE                  | 986.253    | 3,36%  | 7,6  | 3/96    | 9           |
|                                        | Electores Libres (FW)                                 |                       |                       | 428.524    | 1,46%  | 0,2  | 1/96    |             |
|                                        | Partido Pirata de Alemania (Piraten)                  | Pirates               | G-EFA                 | 424.510    | 1,45%  | 0,5  | 1/96    |             |
|                                        | Partido de la Protección de los Animales (Tierschutz) |                       |                       | 366.303    | 1,25%  | 0,1  | 1/96    |             |
|                                        | Partido Nacionaldemócrata de Alemania (NPD)           | NEF                   |                       | 300.815    | 1,03%  |      | 1/96    |             |
|                                        | Partido de las Familias de Alemania (Familie)         |                       |                       | 202.871    | 0,69%  | 0,3  | 1/96    |             |
|                                        | Partido Ecológico-Democrático (ÖDP)                   |                       |                       | 185.119    | 0,64%  | 0,1  | 1/96    |             |
|                                        | El Partido (Die PARTEI)                               |                       |                       | 184.525    | 0,63%  |      | 1/96    |             |
|                                        | Otros partidos                                        | Otros partidos        | Otros partidos        | 516.063    | 1,76%  |      | 0/96    | Sin cambios |
| Votos válidos                          | Votos válidos                                         | Votos válidos         | Votos válidos         | 29.340.700 | 98,34% |      |         |             |
| Votos blancos y nulos                  | Votos blancos y nulos                                 | Votos blancos y nulos | Votos blancos y nulos | 496.216    | 1,66%  |      |         |             |
| Participación                          | Participación                                         | Participación         | Participación         | 29.836.916 | 48,12% | 4,85 | 96/96   | Sin cambios |
| Fuente: Página web del Gobierno Alemán |                                                       |                       |                       |            |        |      |         |             |